# Murphy Brown
Murphy Brown – amerykański serial telewizyjny, który był nadawany w USA w latach 1988–1998, a w Polsce emitowany na początku lat 90. w TVP 1. 

## Opis serialu
Główna bohaterka, Murphy Brown, grana przez Candice Bergen, to dynamiczna kobieta, dziennikarka telewizyjna, która samotnie wychowuje dziecko, a jednocześnie pnie się po szczeblach kariery. W godzeniu tych dwóch różnych światów pomagają jej przyjaciele ze stacji telewizyjnej. Prawie 250 odcinków tego serialu komediowego zyskało wielką popularność, przede wszystkim dzięki bohaterce – dla wielu współczesnych jej Amerykanek symbolowi kobiety niezależnej, która próbuje pogodzić karierę z życiem rodzinnym.

## Obsada
- Candice Bergen – Murphy Brown
- Grant Shaud – Miles Silverberg (1988–1996)
- Faith Ford – Corky Lynn Sherwood Forrest Silverberg
- Joe Regalbuto – Francis „Frank” Fontana
- Robert Pastorelli – Eldin Bernecky (1988–1994, 1998)
- Charles Kimbrough – Jim Dial
- Pat Corley – Phil (1988–1996, 1998)
- Lily Tomlin – Kay Carter-Shepley (1996–1998)
- Scott Bakula – Peter Hunt (1993–1996)
- Garry Marshall – Stan Lansing (1994–1998)
- Colleen Dewhurst – Avery Brown Sr. (1989–1990)
- Paul Reubens – Andrew J. Lansing III (1995–1997)
- Jane Leeves – Audrey Cohen (1989–1993)
- Dyllan Christopher – Avery Brown
- Trevor Goddard – Colin

W epizodach wystąpili m.in.: Haley Joel Osment, Jane Seymour, Bette Midler, Julia Roberts, Barry Corbin, Rita Moreno, Kate Mulgrew, Martin Sheen, George Clooney, Tim Russ, Brooke Shields, Héctor Elizondo, Teri Garr, Morgan Fairchild, Anne Heche, Benji Gregory, Brittany Murphy, Dom DeLuise, Sally Field, Frederic Forrest.
W serialu wystąpiły także znane postacie ze  świata show biznesu, polityki czy mass mediów, jak np.: Walter Cronkite, Larry King, Aretha Franklin, Barry Manilow, Hillary Clinton, Louis Malle, Newt Gingrich, Olivia Newton-John, Chubby Checker, Dan Quayle, David Letterman, Dick Clark, John F. Kennedy Jr..